# Kraljevčani
Kraljevčani falu Horvátországban, Sziszek-Monoszló megyében. Közigazgatásilag Petrinyához tartozik. 

## Fekvése
Sziszek városától légvonalban 19, közúton 32 km-re, községközpontjától légvonalban 13, közúton 18 km-re délre a Báni végvidék középső részén, a Zrinyi-hegység északi részén, Jabukovac közvetlen szomszédságában, a Petrinjčica-patak bal partján a Cerlenac-patak torkolatánál fekszik.

## Története
A település a középkori Petrinya városának egykori területén fekszik. Nevét (kraljevčani – királyi birtokon lakók) is innen kapta, hiszen Petrinya 1240-től szabad királyi város volt. Története a török hódításig szorosan kapcsolódik a város történetéhez. Petrinyáról ismert, hogy abban az időben a mainál sokkal nagyobb területen feküdt, melyhez számos környékbeli település is tartozott, lakói pedig széleskörű kiváltságokat élveztek. IV. László uralkodása idején a város fokozatosan szlavón hatalmasságok kezébe került. 1278-tól a Gisingovac családé, majd a Babonićoké. A 14. században kezdetben még a Babonićoké, majd a Zudaroké és a Frangepánoké, végül a Frangepánok adományaként a zágrábi káptalané lett. A 16. században eleinte a város gazdasága, különösen a mezőgazdaság fejlődött, de a török veszély egyre súlyosabban nehezedett rá. A század második felében területe több mint száz évre török uralom alá került és elpusztult. 
1683 és 1699 között a felszabadító harcokban a keresztény seregek kiűzték a térségből a törököt és a török határ az Una folyóhoz került vissza. 1697 körül a Kordunból és Banovina más részeiről előbb horvát katolikus, majd a 18. században több hullámban a török uralom alatt maradt Közép-Boszniából, főként a Kozara-hegység területéről és a Sana-medencéből pravoszláv szerb családok települtek le itt. Az újonnan érkezettek szabadságjogokat kaptak, de ennek fejében határőr szolgálattal tartoztak. El kellett látniuk a várak, őrhelyek őrzését és részt kellett venniük a hadjáratokban. 1696-ban a szábor a bánt tette meg a Kulpa és az Una közötti határvédő erők parancsnokává, melyet hosszas huzavona után 1704-ben a bécsi udvar is elfogadott. Ezzel létrejött a Báni végvidék (horvátul Banovina), mely katonai határőrvidék része lett. 1745-ben megalakult a Petrinya központú második báni ezred, melynek fennhatósága alá ez a vidék is tartozott. A falu 1773-ban az első katonai felmérés térképén „Kralievchany” alakban szerepel.
A katonai határőrvidék megszűnése után Zágráb vármegye Petrinyai járásának része volt. 1857-ben 253, 1910-ben 302 lakosa volt. A 20. század első éveiben a kilátástalan gazdasági helyzet miatt sokan vándoroltak ki a tengerentúlra. 1918-ban az új szerb-horvát-szlovén állam, majd később Jugoszlávia része lett. A II. világháború idején a Független Horvát Állam része volt. A háború után a béke időszaka köszöntött a településre. Enyhült a szegénység és sok ember talált munkát a közeli városokban. A délszláv háború előestéjén lakosságának 58%-a horvát, 42%-a szerb nemzetiségű volt. A falu 1991. június 25-én a független Horvátország része lett. Az első települések közé tartozott, melynek rendőrőrsét (július 15-én) a szerbek megtámadták, majd megszállták a szerb csapatok és a Krajinai Szerb Köztársasághoz csatolták. A horvát lakosságot elűzték, házaikat felgyújtották. Augusztus 14-én az öt ott maradt idős horvát embert ( három nőt és két férfit) brutális módon meggyilkolták. A falut 1995. augusztus 6-án a Vihar hadművelettel foglalta vissza a horvát hadsereg. A szerb lakosság többsége elmenekült. 2011-ben 63 lakosa volt.

## Népesség
| Lakosság változása | Lakosság változása | Lakosság változása | Lakosság változása | Lakosság változása | Lakosság változása | Lakosság változása | Lakosság változása | Lakosság változása | Lakosság változása | Lakosság változása | Lakosság változása | Lakosság változása | Lakosság változása | Lakosság változása | Lakosság változása |
| ------------------ | ------------------ | ------------------ | ------------------ | ------------------ | ------------------ | ------------------ | ------------------ | ------------------ | ------------------ | ------------------ | ------------------ | ------------------ | ------------------ | ------------------ | ------------------ |
| 1857               | 1869               | 1880               | 1890               | 1900               | 1910               | 1921               | 1931               | 1948               | 1953               | 1961               | 1971               | 1981               | 1991               | 2001               | 2011               |
| 253                | 243                | 251                | 261                | 269                | 302                | 265                | 313                | 190                | 209                | 238                | 189                | 175                | 151                | 96                 | 63                 |

## Nevezetességei
Munkás Szent József tiszteletére szentelt római katolikus kápolnája. A čuntići plébánia filiája.